# Hyacinthus
Hyacinthus là một chi thực vật có hoa trong họ Asparagaceae.

## Hình ảnh

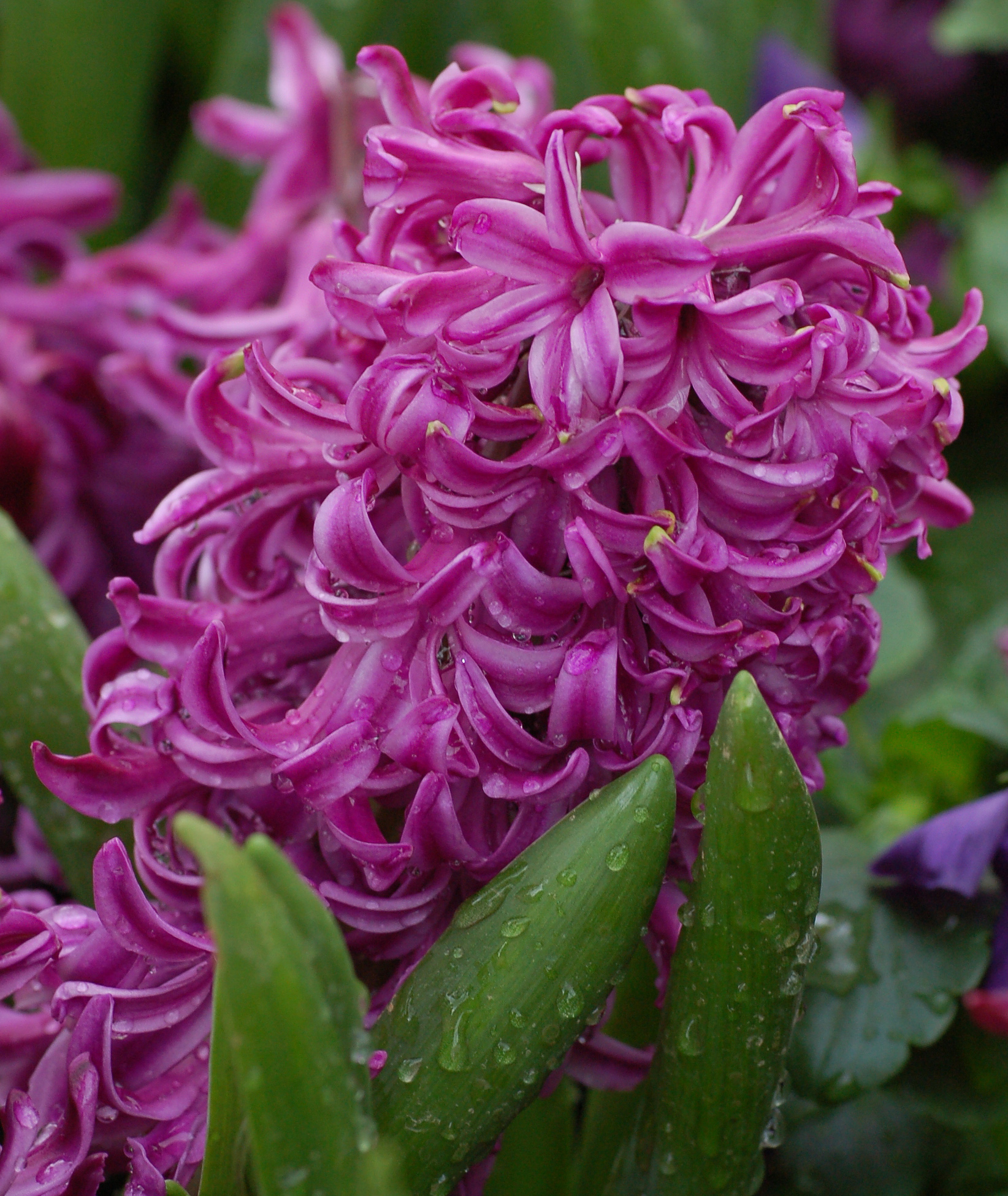
Hyacinthus orientalis
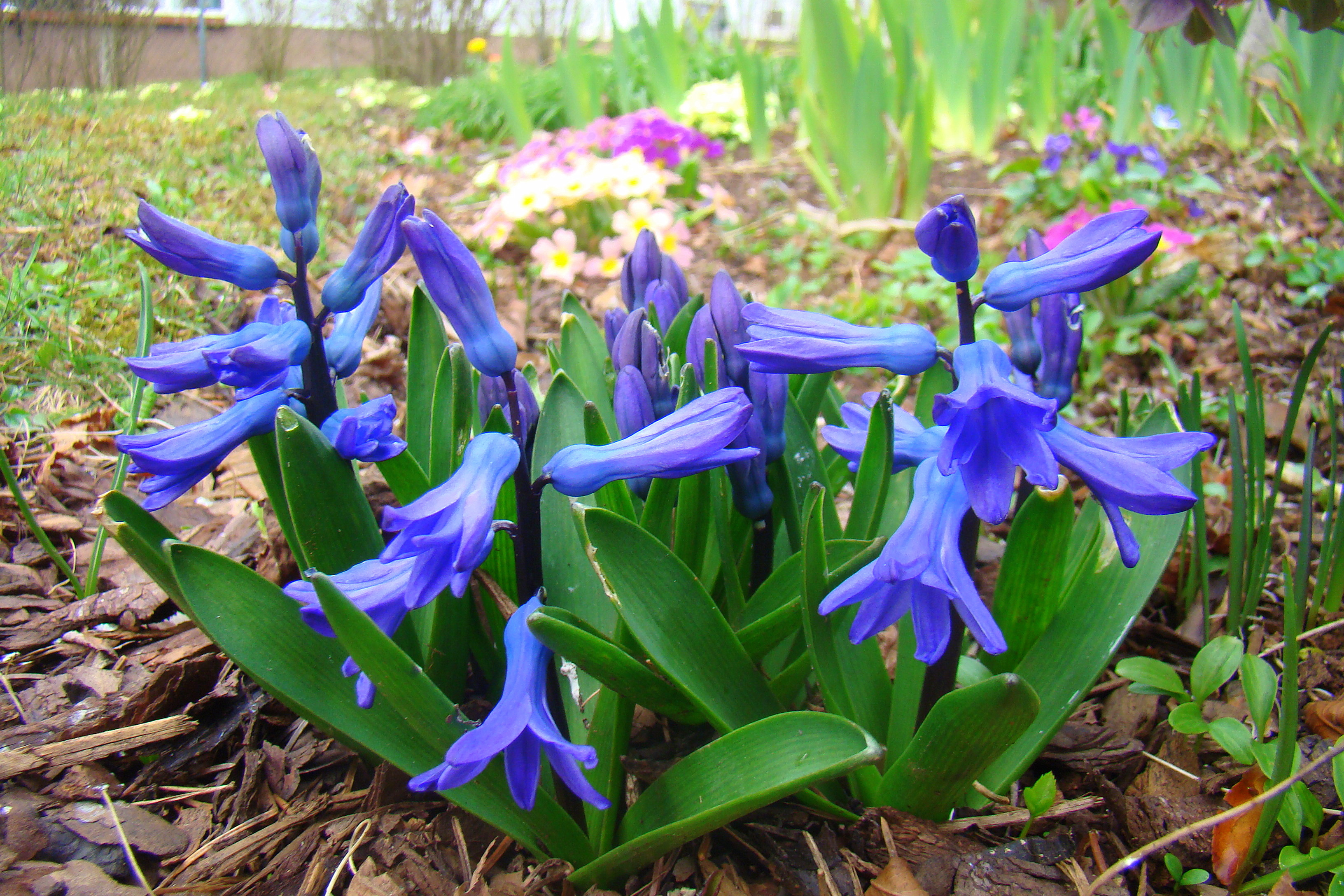
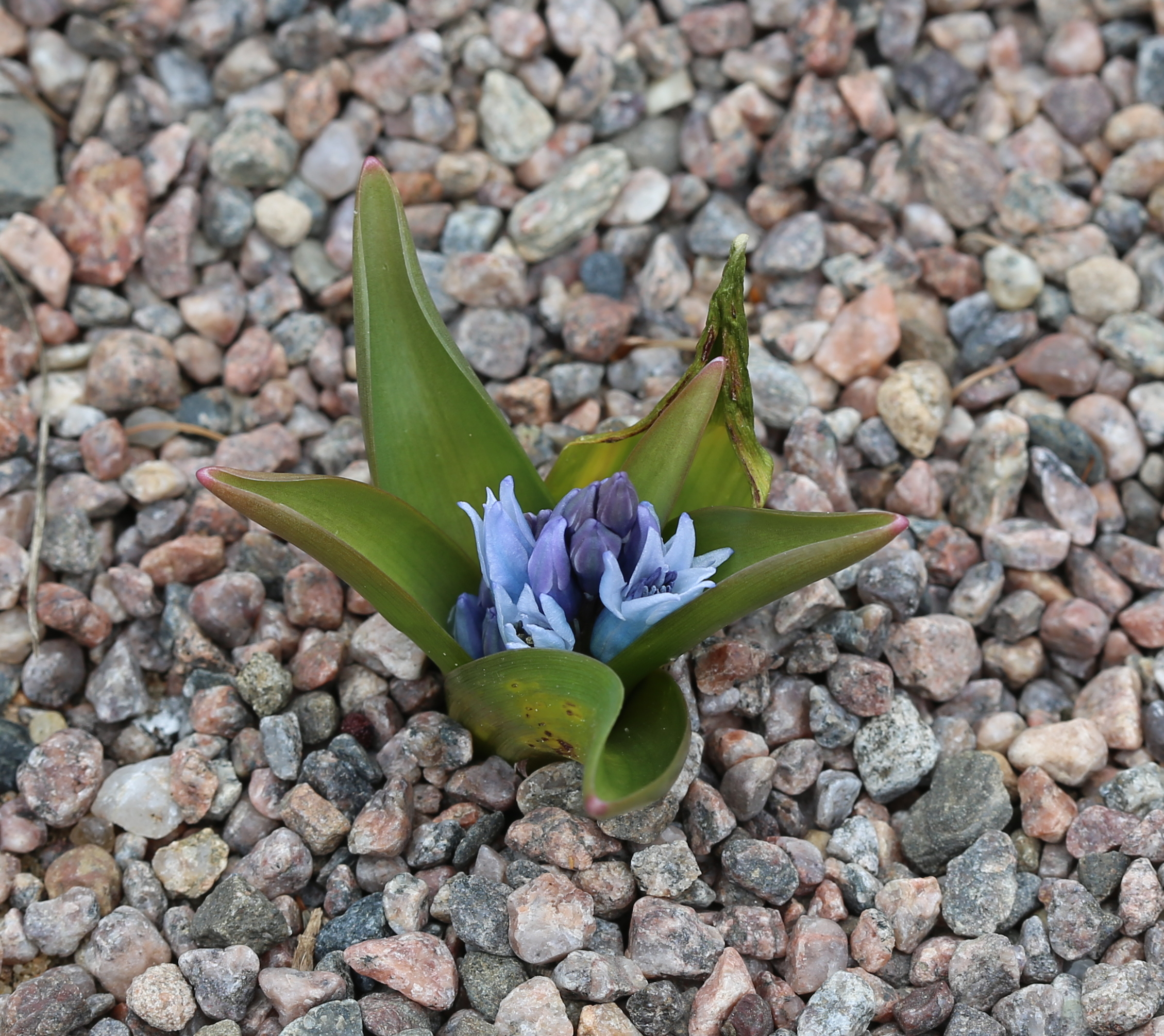
Hyacinthus transcaspicus
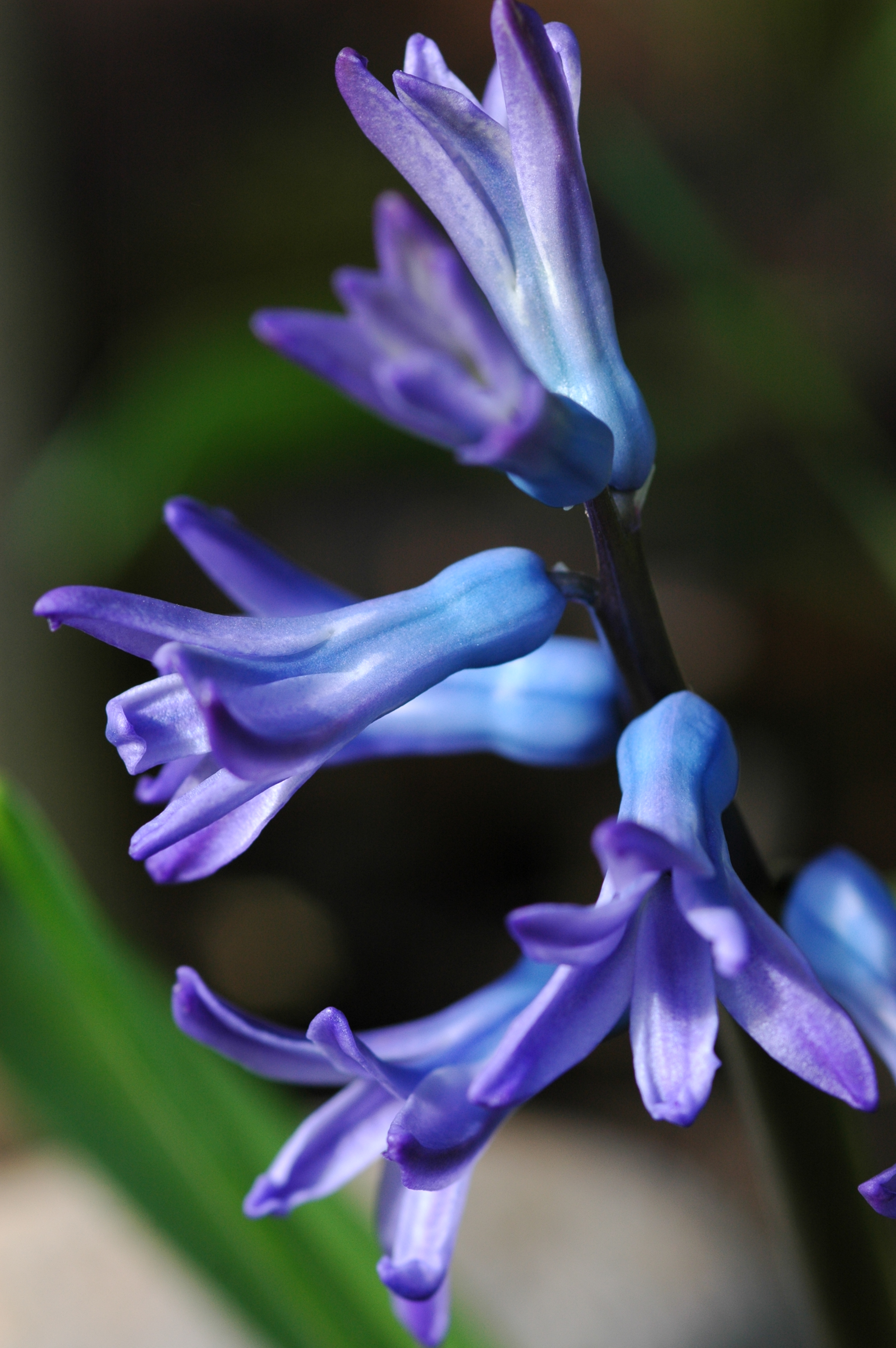
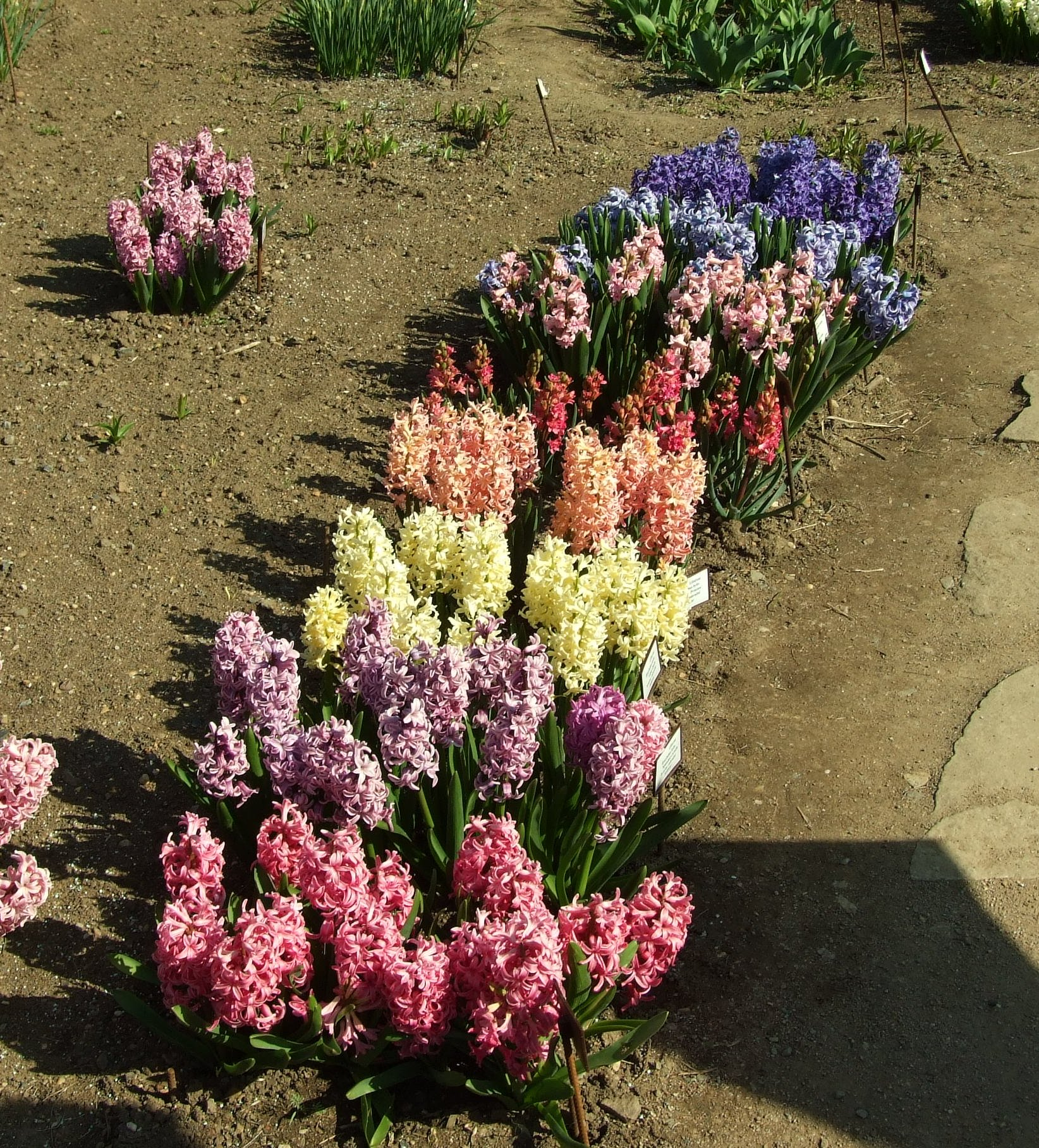
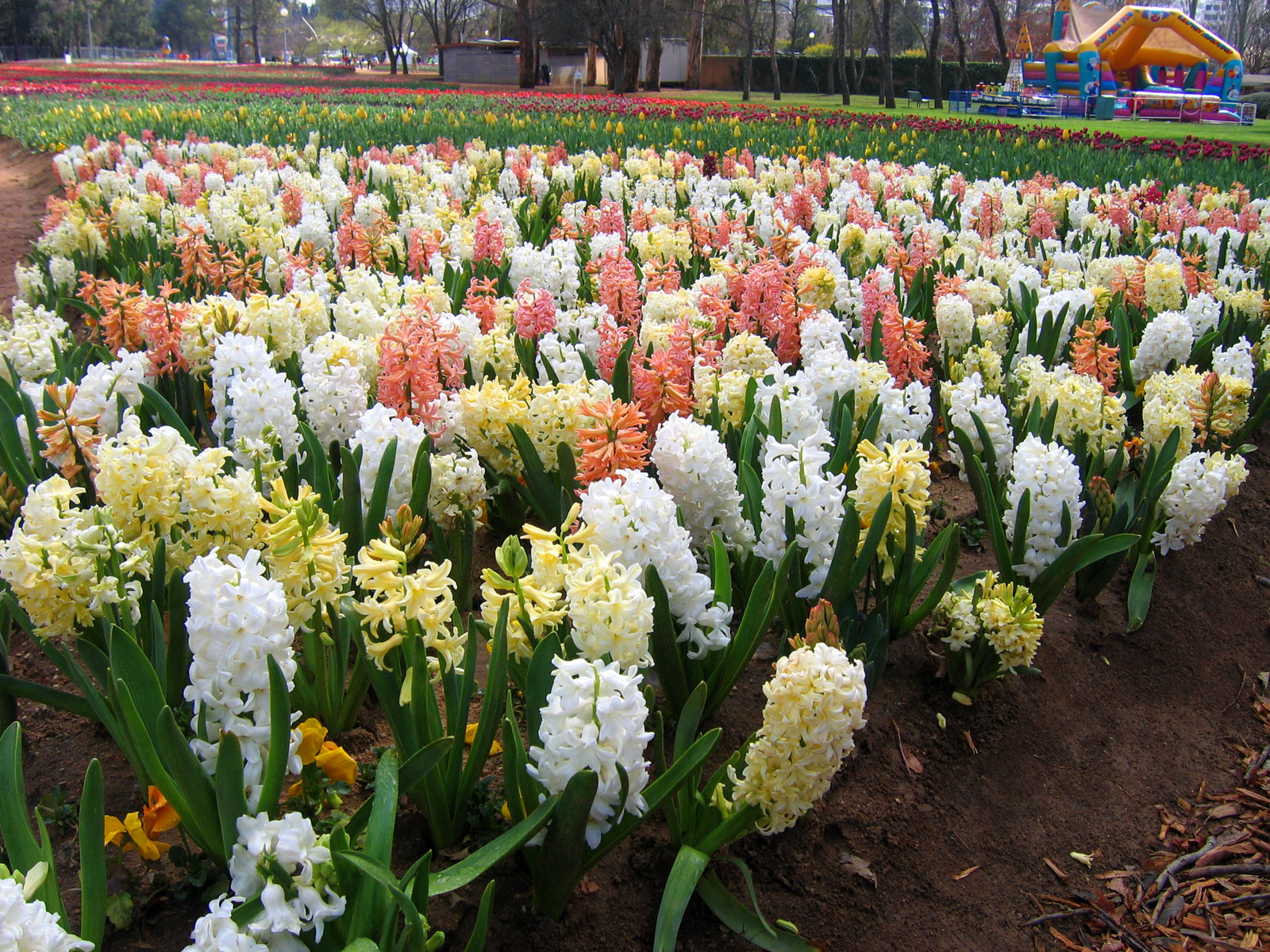